# Kid Rock
Pour les articles homonymes, voir Kid et Rock (homonymie).
Kid Rock, de son vrai nom Robert James Ritchie, est un chanteur américain né le 17 janvier 1971 à Romeo, un village du comté de Macomb dans le Michigan.
Il est connu pour sa musique variée qui mélange le rap, le rock, le country. Selon les albums, nous y retrouvons des styles tels que le blues, le rock'n roll, le funk voir parfois des références à la soul musique et au gospel. On le connaît aussi sous les surnoms suivants : « The Son of Detroit » (« Le Fils de Détroit »), « The American Bad Ass » (« Le dur à cuire américain »), « The Pimp of the Nation » (« Le proxénète de la nation »).

## Biographie

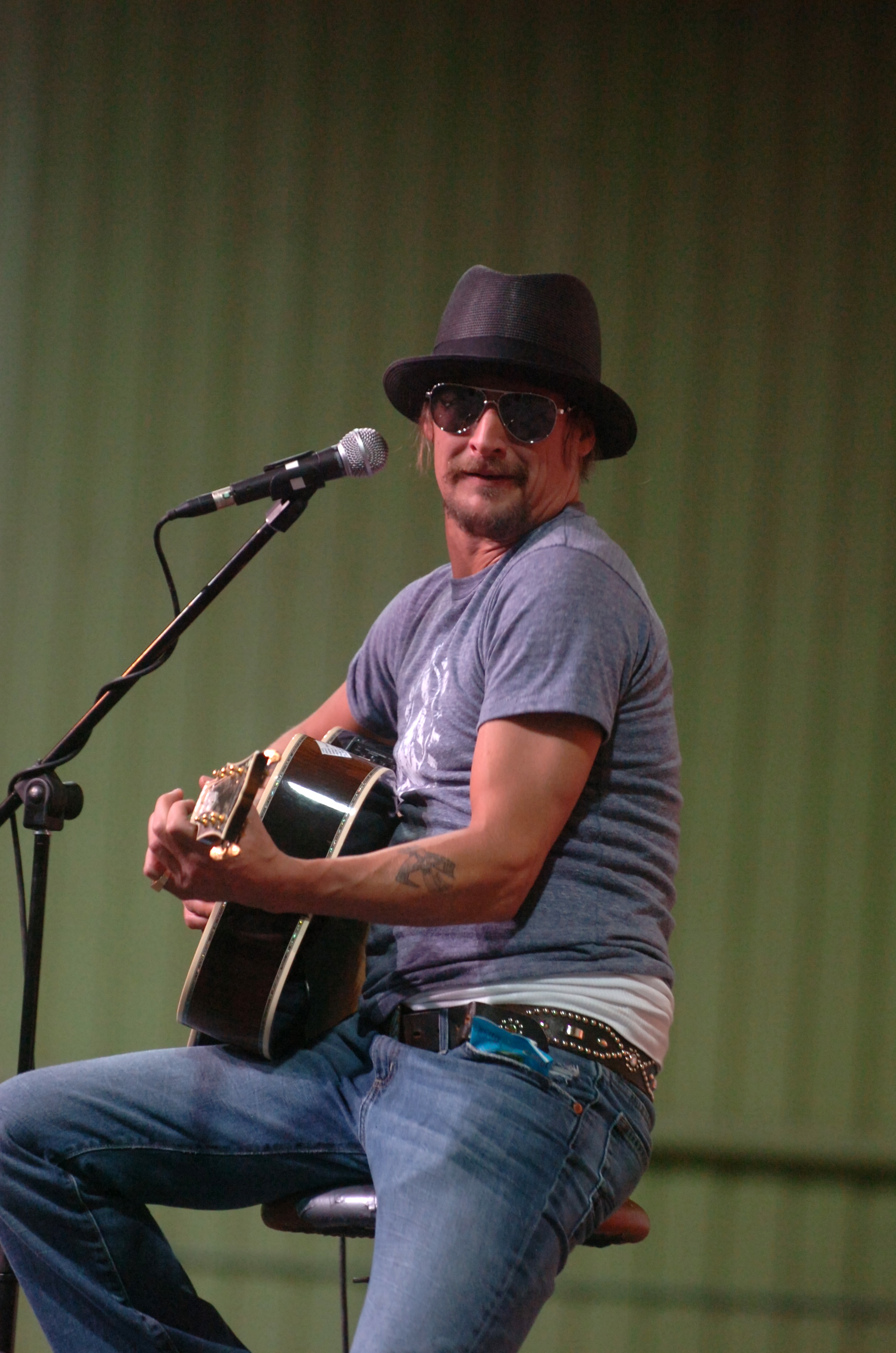
Kid Rock en 2007.

Après quelques albums restés confidentiels aux États-Unis, Kid Rock parvient à signer avec Atlantic Records et enregistre son premier album majeur[source secondaire souhaitée], Devil without a cause, qui sort en 1998. MTV passe les titres "Bawitdaba",  "Cowboy" et "Only God knows why" et l'album finit par atteindre plus de 11 millions d'exemplaires vendus rien qu'aux États-Unis. La chanson "Badwitdaba" sera utilisé dans la scène de course au début du film Fast and Furious: Tokyo Drift (2006).
En 2000, Kid Rock sort l'album The history of Rock, album qui retrace sa carrière avec des anciennes chansons remises au goût du jour[source secondaire souhaitée]. L'album se vendra à plus de 2 millions d'exemplaires[source secondaire souhaitée].
En 2001, Kid Rock revient avec l'album Cocky qui se vend à environ 1 million d'exemplaires[réf. nécessaire] lorsque sort le single "Picture" qui est un duo avec Sheryl Crow ; le single atteint les 500 000 exemplaires vendus tandis que l'album finira à plus de 4 millions d'exemplaires.
Après une tournée aux États-Unis, Kid Rock sort l'album homonyme Kid Rock qui finira à un peu moins de 2 millions d'exemplaires[réf. nécessaire]. Kid Rock enchaîne une tournée de plus de six mois à la sortie de cet album.
En 2006, sort l'album Live Trucker qui est une compilation des meilleurs titres du chanteur enregistrés à Détroit lors de deux concerts. Ce live se vendra à environ 250 000 exemplaires aux États-Unis[réf. nécessaire].
L'année 2007 marque le retour de Kid Rock après quatre ans sans album studio. Le 9 octobre 2007 est sorti l'album Rock n Roll Jesus (en) qui est qualifié par Kid Rock lui-même de d'album le plus abouti de toute sa carrière[citation nécessaire]. L'album se classe à la première place du Billboard 200 lors de sa sortie avec plus de 177 000 copies vendues la première semaine. Fin 2007, l'album s'est vendu à environ 800 000 copies[réf. nécessaire]. Cependant, All Summer Long (en), copie du Sweet Home Alabama de 1976 du groupe Lynyrd Skynyrd et de Werewolves of London (en) de Warren Zevon (1978), propulse l'album dans le top 5 du Billboard plus de 30 semaines après sa sortie.
Au mois de septembre 2008, l'album Rock n Roll Jesus en est à plus de 2 millions d'exemplaires vendus rien qu'aux États-Unis. L'album sort le 22 septembre en France. Le single All Summer Long, sorti le 25 août 2008, est classé #28 au top 50 français[réf. nécessaire] et s'est retrouvé numéro 1 en Australie[réf. nécessaire], Allemagne, Angleterre, Hollande, Irlande et figure également dans le top 5 de nombreux autres pays européens.
À ce jour[Quand ?], Kid Rock a vendu plus de 22 millions d'albums aux États-Unis[réf. nécessaire].
Kid Rock a chanté à Wrestlemania XXV, grand show organisé par une fédération de catch (la WWE) le 5 avril 2009.
Kid Rock est l'une des stars qui chantent un morceau (I Hold On) sur Slash, l'album solo de Slash paru en avril 2010. Le 23 mars 2010, ESPN Radio a mis en ligne la chanson I Hold On, interprétée par Kid Rock avec Slash.
Born Free, dont est extrait la chanson éponyme, sort le 7 septembre 2010.
En 2011, il apparaît sur le single Let's Roll de Yelawolf issue de son album Radioactive. Il chante le refrain[source secondaire souhaitée].
Le 16 novembre 2012, Kid Rock sort son album Rebel Soul.
Le 24 février 2015, le chanteur sort son 20e album studio, First Kiss, à la fois titre de l'album et titre du premier single.
Le 6 avril 2018, il est intronisé au Hall of Fame de la WWE par Triple H.

## Politique
Lors des campagnes pour l'élection présidentielle américaine de 2016 et de 2020, il soutient Donald Trump. Devenu proche du président, ce dernier consultera l'artiste au sujet de la stratégie à adopter vis-à-vis de la Corée du Nord ou des messages à envoyer aux sympathisants de Daech.

## Problèmes judiciaires
En février 2005, Kid Rock est arrêté et poursuivi pour avoir donné un coup de poing à DJ Jay Campos dans un strip-club. Kid Rock plaide non coupable et doit payer une amende de 575 000 dollars[pertinence contestée].
En septembre 2007, Kid Rock doit comparaître pour avoir déclenché une bagarre contre le batteur de Motley Crue Tommy Lee aux MTV Music Awards.

## Polémiques

### Insane Clown Posse
En 1992, Kid Rock a participé au morceau Is That You avec le groupe Insane Clown Posse sur l'album Carnival of Carnage. Une altercation intervint pour une histoire de non-paiement, s'ensuivront plusieurs attaques des deux camps dans leur albums respectifs, répondant chacun par chansons interposées. L'histoire prit fin quand Kid Rock devint vraiment connu aux États-Unis[source secondaire souhaitée].

### Tommy Lee
Cette section ne s'appuie pas, ou pas assez, sur des sources secondaires ou tertiaires indépendantes du sujet.

Pour l'améliorer, ajoutez-en, ou placez des modèles {{Source secondaire souhaitée}} ou {{Source secondaire nécessaire}} sur les passages mal sourcés. (janvier 2025)

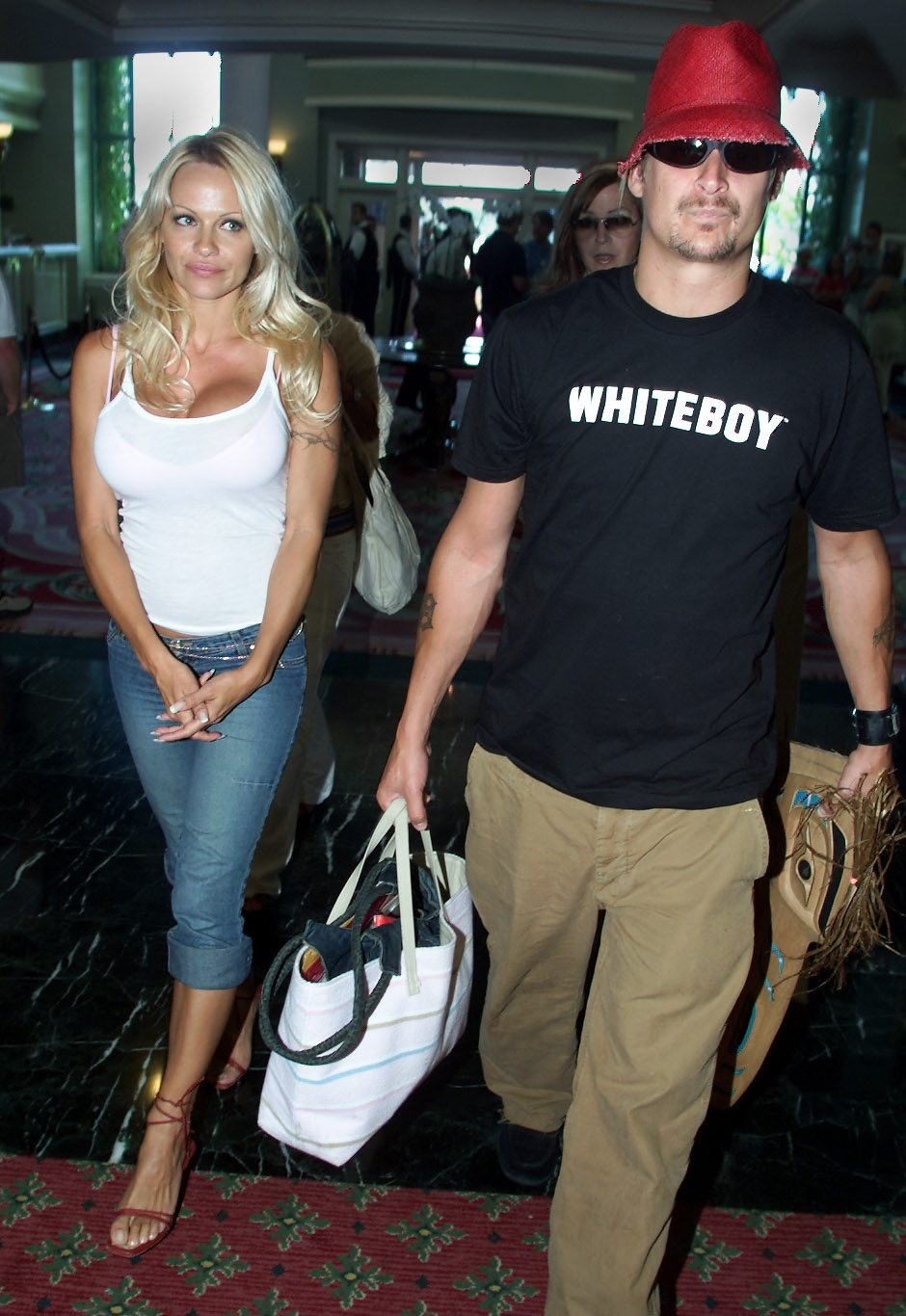
Kid Rock et son ex-femme Pamela Anderson.

Kid Rock et Pamela Anderson se sont rencontrés lors d'une émission de télévision où tous deux étaient invités. À l'époque, l'ex-époux de Pamela Anderson, Tommy Lee, était incarcéré pour abus et maltraitance sur son épouse. Lorsque le couple Kid Rock / Pamela Anderson fut officialisé, Kid Rock appela Lee pour lui annoncer qu'il sortait avec son ex-femme. Tommy Lee menaça de le tabasser si jamais ils se rencontraient en prison.
En 2004, Kid Rock, Pamela Anderson et Tommy Lee se retrouvèrent par coïncidence dans le même hôtel, le Mandala Bay Hotel à Las Vegas. À cette époque, Kid Rock apprit que Pamela Anderson avait contracté l'hépatite C à cause de Tommy Lee. Kid Rock chercha partout dans l'hôtel la chambre de Lee, mais la confrontation échoua après que Kid Rock se fut trompé de chambre.
Durant le Super Bowl 2006, Tommy Lee fut attaqué par le rappeur Trick Trick après que celui-ci eut fait plusieurs remarques à l'encontre de Kid Rock.
Après le divorce de Kid Rock et Pamela Anderson en 2006, celle-ci retourna brièvement avec le batteur de Motley Crue. Tommy Lee en profita pour narguer Kid Rock en lui envoyant des SMS pour lui annoncer leur nouvelle relation.
Aux MTV Video Music Awards, alors que Kid Rock était parti aux toilettes, Tommy Lee prit son siège dans la salle pour parler à P. Diddy. À son retour, Kid Rock gifla et frappa Tommy Lee au visage. Ils furent séparés par les vigiles de la cérémonie. Kid Rock déclara plus tard qu'il en avait assez du manque de respect de Lee.

## Influences musicales
À travers ses différents albums, Kid Rock utilise une grande variété de sons et de genres, passant du hip-hop, au hard rock, à la musique country ou au rap. Répondant aux questions sur son éclectisme musical, Kid Rock répondit qu'il était "créativement perturbé", expliquant qu'il fut élevé en écoutant les albums de rock et de musique country de ses parents, avec des artistes tels que Bob Seger, Johnny Cash, John Lee Hooker, ou encore Elton John. Lors de la montée en puissance du rap dans les années 1980, Kid Rock étendit ses goûts aux Beastie Boys ou à Run DMC.
En 1999, Kid Rock fait la connaissance et devint ami avec la star de country Hank Williams Jr.. Ce dernier exerce sur lui une grande influence[source secondaire souhaitée]. Ainsi, sur l'album Rock n roll Jesus, peut-on entendre des chœurs gospels dans la chanson "Amen" , un style honky tonk dans la chanson Half your age ainsi que du jazz et du blues dans la chanson "New Orleans".
Kid Rock devint lui aussi une influence pour d'autres artistes[source secondaire nécessaire] tels que Big and Rich en mixant du rap et de la country, l'album Devil without a Cause ouvrit la porte à des groupes comme Linkin Park, Saliva, et Papa Roach, mélangeant tous le rock et le rap. La chanteuse de musique country Gretchen Wilson déclara qu'il fut une grande influence pour elle, lui dédicaçant même une chanson intitulé "Redneck Woman". Le rappeur Lil' Wayne déclara que Kid Rock fut une influence majeure pour lui, et qu'il prit goût au rock en voyant jouer Kid Rock de la guitare. Celui-ci déclarant même vouloir un jour faire un album plus orienté rock.

## Discographie

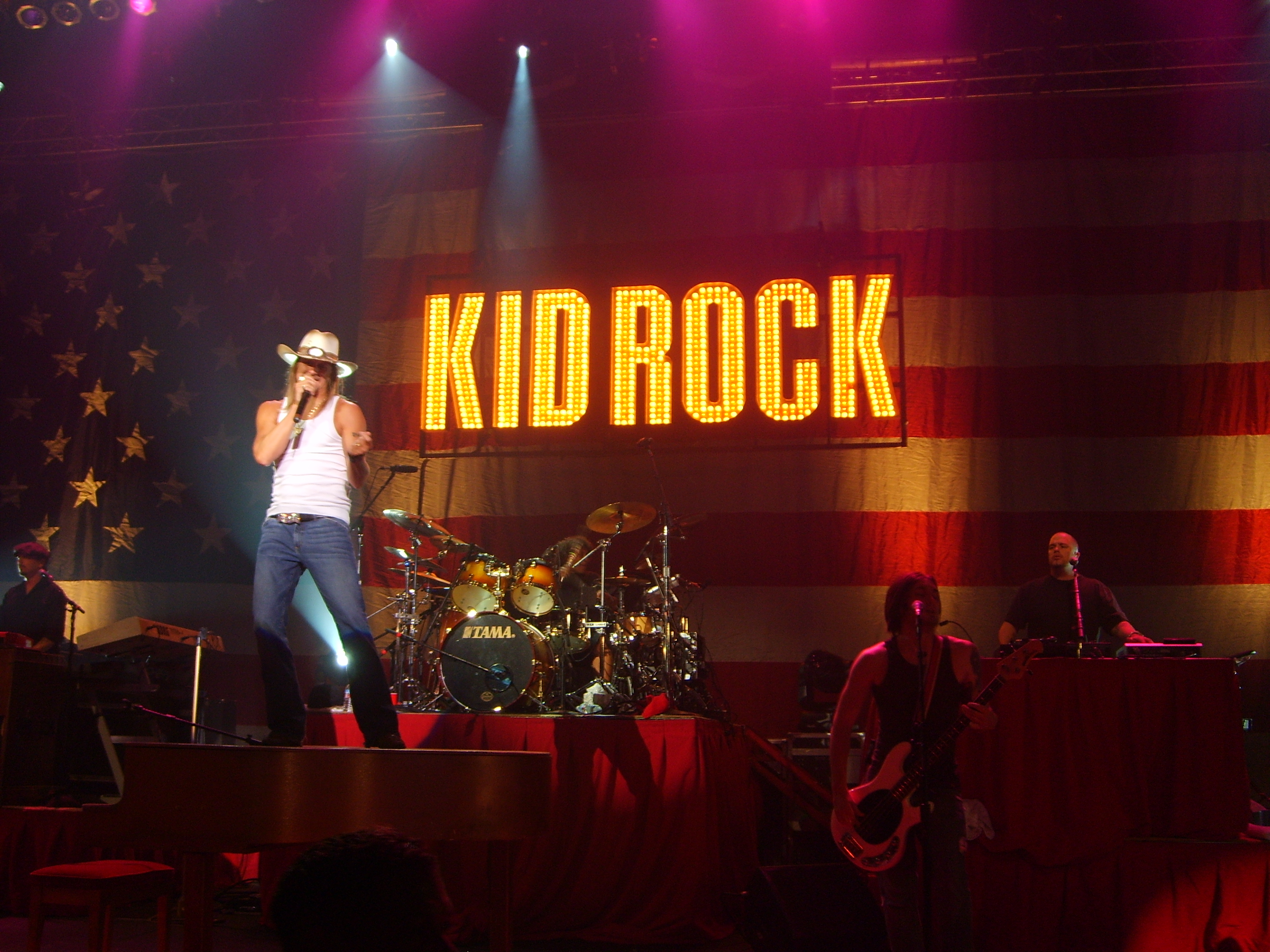
Kid Rock en concert.

- Grits Sandwiches For Breakfast (1990)
- The Polyfuse Method (1992)
- Fire It Up! (1994)
- Early Mornin' Stoned Pimp (1996)
- The Polyfuse Method Revisited (1997)
- Devil Without a Cause (1998)
- The History Of Rock (2000)
- Cocky (2001)
- Kid Rock (2003)
- Live Trucker (2006)
- Rock'n'Roll Jesus (2007)
- Born Free (2010)
- Rebel Soul (2012)
- First Kiss (2015)
- Sweet Southern Sugar (2017)
- Bad Reputation (2022)

## Filmographie
- The Howard Stern Show (8 épisodes, 1999-2008)
- Saturday Night Live (Musical Guest, 2000)
- Road Trip (2000)
- Les Simpson (1 épisode, 2000)
- WWE Raw (Musical Guest, 2000)
- Joe La Crasse (Joe Dirt, 2001)
- Osmosis Jones (Voice, 2001)
- Kid Rock: Lonely Road of Faith (2001)
- 3000 Miles to Graceland (2001)
- King of the Hill (2002)
- Punk'd : Stars piégées (1 épisode, 2003)
- Biker Boyz (2003)
- Charlie's Angels 2 (Charlie's Angels : Full Throttle, 2003)
- Stripperella (Unknown épisodes, 2003)
- CMT Outlaws (2003)
- South Park (2004)
- Les Experts : Manhattan (CSI: NY) (1 épisode, 2005)
- Larry the Cable Guy: Health Inspector (2005)
- Motorcycle Mania 3 (2005)
- Coors Light Mountain Jam (2005)
- Les Lectures d'une blonde (1 épisode, 2002)
- The 2006 Billboard Music Awards (2006)
- Run's House (2007)
- Hancock (2008)
- All Summer Long (2008)
- VH1 Storytellers (2008)
- WrestleMania XXV (Musical Guest, 2009)

## Récompenses
- Grammy Awards

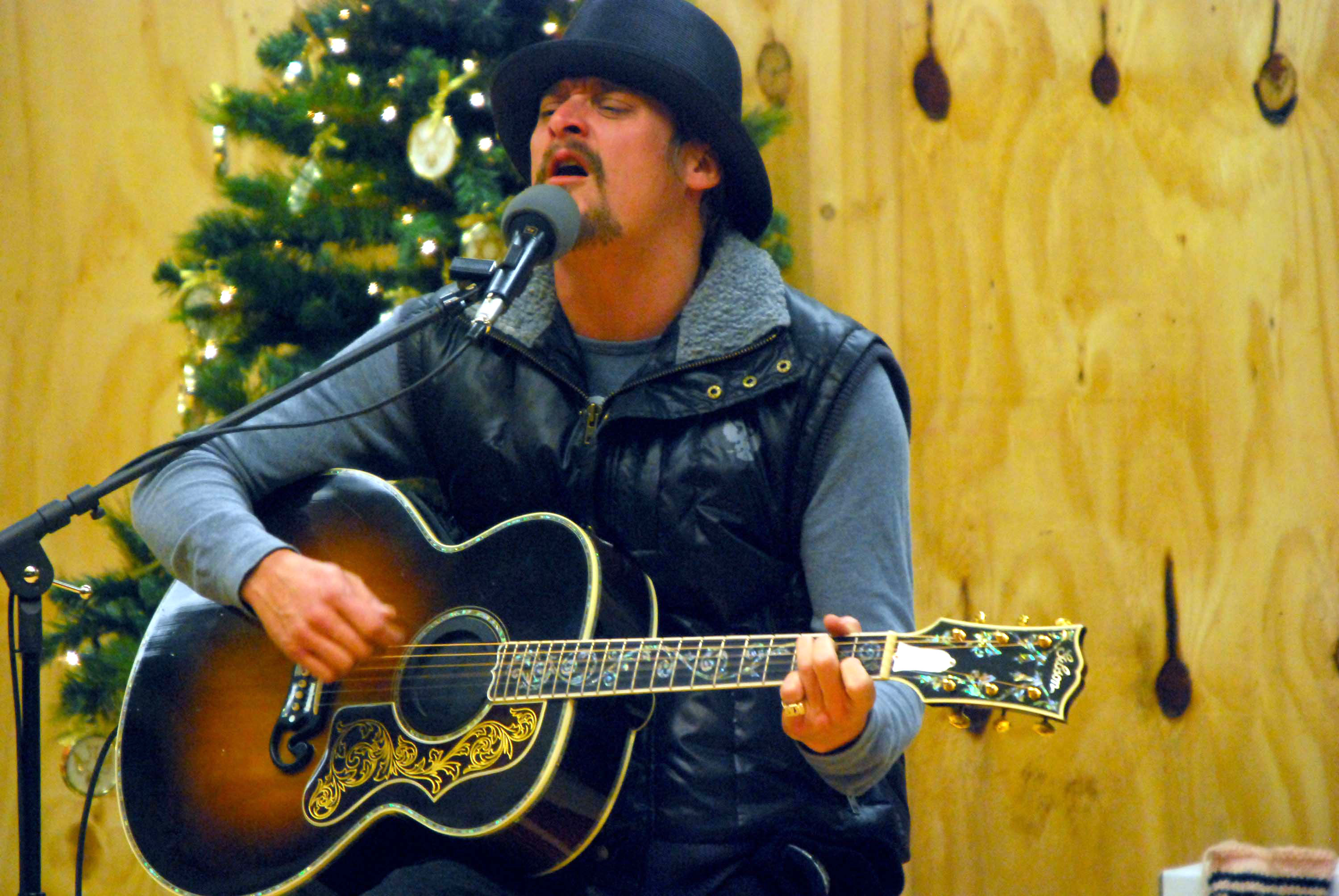

  - 2000 Meilleur nouvel artiste (nommé)
  - 2000 Meilleure interprétation pour "Bawitdaba" (nommé)
  - 2001 Meilleure interprétation pour "American Bad Ass" (nommé)
  - 2009 Meilleur album rock Rock N Roll Jesus (nommé)
  - 2009 Meilleure interprétation pop-rock homme pour "All Summer Long" (nommé)
- American Music Awards
  - 2008, Artiste favoris Male Pop rock (nommé)
  - 2003, Artiste favoris Male Pop rock (Vainqueur)
  - 2003, Album pop rock favoris: Cocky (nommé)
  - 2001, Artiste favoris Male Pop rock (Vainqueur)
  - 2000, Artiste alternatif favoris: (nommé)
  - 2000, Artiste favoris Male Pop rock: (nommé)
- Billboard Music Awards
  - 1999 Meilleur nouvel artiste (Vainqueur)
  - 1999 Meilleure interprétation hard rock pour "Bawitdaba" (Vainqueur)
  - 1999 Meilleur nouvel artiste hard rock (Vainqueur)
- MTV Video Music Awards
  - 2001, Meilleur Video Male: "Cowboy" (nommé)
  - 2001, Meilleur Rock Video: "Cowboy" (nommé)
  - 2000, Meilleur Video Male: "Bawitdba" (nommé)
  - 2000, Meilleur nouvel artiste: "Bawitdba" (nommé)
- Detroit Music Awards
  - 1999
    - Album National pour Devil Without A Cause (Vainqueur)
    - Single national pour "I Am The Bullgod" (Vainqueur)
    - Single national pour "Bawitdaba" (Nominee)
    - Producteur hip hop international (Vainqueur)
- World Music Awards
  - 2008 Meilleur artiste international male pop(Vainqueur)
  - 2008 Meilleur artiste international pop rock (Vainqueur)
- People's Choice Awards
  - 2009 Meilleur chanson rock "All Summer Long" (Vainqueur)
- Kids Choice Awards
  - 2009 Meilleur chanteur (nommé)
- Echo Award (Germany)
  - 2009 Tube de l'année pour "All Summer Long" (Vainqueur)
- WWE Hall of Fame 2018